# Primera División (Chile) 2013 Transición
Die Transición der Primera División 2013, auch unter dem Namen Campeonato Nacional Transición Petrobras 2013 bekannt, war die 92. Spielzeit der Primera División, der höchsten Spielklasse im Fußball in Chile. Die Saison begann am 25. Januar und endete am 2. Juni.
Die Saisons werden in zwei eigenständige Halbjahresmeisterschaften, der Apertura und Clausura, unterteilt. Der Rhythmus wechselt vom Kalenderjahr zum Beginn im Sommer. Daher ist die Transición notwendig, um in der zweiten Jahreshälfte mit der Apertura zu starten. Es werden zudem keine Playoffs ausgetragen, sondern Meister ist das Team mit den meisten Punkten nach 17 Spieltagen.
Die Meisterschaft gewann das Team von Unión Española. Für den Klub aus der Hauptstadt war es der siebte Meisterschaftstitel, der sich damit gleichzeitig für die Copa Libertadores 2014 qualifizierte. Der Tabellenzweite CD Universidad Católica und -dritte CD Cobreloa sowie der Pokalsieger 2012/13 CF Universidad de Chile qualifizierten sich für die Copa Sudamericana 2013.
Anhand der Abstiegstabelle stieg Aufsteiger CD San Marcos de Arica direkt ab. Relegationsteilnehmer CD Cobresal schaffte durch einen Erfolg gegen Zweitligist CDP Curicó Unido den Klassenerhalt.

## Modus
Die 18 Teams spielen einmalig jeder gegen jeden. Das Team mit den meisten Punkten gewinnt die Meisterschaft und qualifiziert sich für die Copa Libertadores des Folgejahres. Die Teams auf den Plätzen zwei und drei sowie der Gewinner der Copa Chile qualifizieren sich für die Copa Sudamericana. Das Team auf dem letzten Platz der Abstiegstabelle, die über das Abschneiden der letzten vier Jahre gebildet wird, steigt direkt ab, der Vorletzte spielt gegen den qualifizierten Zweitligisten zwei Relegationsspiele um den Klassenverbleib.

## Teilnehmer
Die Absteiger der Vorsaison Deportes La Serena, Unión San Felipe und U. de Concepción wurden durch die Aufsteiger aus der Primera B CD San Marcos de Arica, Deportivo Ñublense und Everton ersetzt. Folgende Vereine nahmen daher an der Meisterschaft 2013 teil:
| Mannschaft           | Stadt             | Stadion                                      | Kapazität |
| -------------------- | ----------------- | -------------------------------------------- | --------- |
| Deportes Antofagasta | Antofagasta       | Estadio Regional de Antofagasta              | 26.339    |
| Audax Italiano       | Santiago de Chile | Estadio Bicentenario Municipal de La Florida | 12.000    |
| CD Cobreloa          | Calama            | Estadio Zorros del Desierto                  | 20.180    |
| CD Cobresal          | El Salvador       | Estadio El Cobre                             | 20.752    |
| CSD Colo-Colo        | Santiago de Chile | Estadio Monumental                           | 45.000    |
| Everton              | Viña del Mar      | Estadio Sausalito                            | 18.000    |
| CD Huachipato        | Talcahuano        | Estadio CAP                                  | 10.500    |
| Ñublense             | Chillán           | Estadio Nelson Oyarzún                       | 12.000    |
| CD O’Higgins         | Rancagua          | Estadio El Teniente                          | 15.450    |
| Rangers de Talca     | Talca             | Estadio Fiscal de Talca                      | 08.324    |
| CD Palestino         | Santiago de Chile | Estadio Municipal de La Cisterna             | 08.000    |
| Deportes Iquique     | Iquique           | Estadio Tierra de Campeones                  | 12.000    |
| San Marcos de Arica  | Arica             | Estadio Carlos Dittborn                      | 09.746    |
| Santiago Wanderers   | Valparaíso        | Estadio Elías Figueroa Brander               | 18.500    |
| Universidad Católica | Santiago de Chile | Estadio San Carlos de Apoquindo              | 13.000    |
| Universidad de Chile | Santiago de Chile | Estadio Nacional de Chile                    | 49.000    |
| Unión Española       | Santiago de Chile | Estadio Santa Laura                          | 19.000    |
| Unión La Calera      | La Calera         | Estadio Municipal Nicolás Chahuán Nazar      | 10.000    |

## Ligaphase
| Pl.                                    | Verein                     | Sp. | S  | U | N  | Tore    | Diff. | Punkte |
| -------------------------------------- | -------------------------- | --- | -- | - | -- | ------- | ----- | ------ |
| 1.                                     | Unión Española             | 17  | 12 | 2 | 3  | 032:120 | +20   | 38     |
| 2.                                     | Universidad Católica       | 17  | 12 | 2 | 3  | 036:190 | +17   | 38     |
| 3.                                     | CD Cobreloa                | 17  | 9  | 7 | 1  | 033:180 | +15   | 34     |
| 4.                                     | CD O’Higgins               | 17  | 9  | 4 | 4  | 028:190 | +9    | 31     |
| 5.                                     | Universidad de Chile       | 17  | 9  | 3 | 5  | 037:290 | +8    | 30     |
| 6.                                     | Everton (N)                | 17  | 8  | 3 | 6  | 025:240 | +1    | 27     |
| 7.                                     | Unión La Calera            | 17  | 8  | 2 | 7  | 025:260 | −1    | 26     |
| 8.                                     | Rangers de Talca           | 17  | 6  | 6 | 5  | 025:220 | +3    | 24     |
| 9.                                     | CD Santiago Wanderers      | 17  | 7  | 2 | 8  | 022:280 | −6    | 23     |
| 10.                                    | CSD Colo-Colo              | 17  | 6  | 3 | 8  | 026:270 | −1    | 21     |
| 11.                                    | CD Palestino               | 17  | 5  | 5 | 7  | 029:230 | +6    | 20     |
| 12.                                    | Deportivo Ñublense (N)     | 17  | 5  | 5 | 7  | 020:260 | −6    | 20     |
| 13.                                    | Deportes Antofagasta       | 17  | 5  | 4 | 8  | 031:340 | −3    | 19     |
| 14.                                    | Audax Italiano             | 17  | 5  | 4 | 8  | 024:290 | −5    | 19     |
| 15.                                    | CD Huachipato (M)          | 17  | 5  | 4 | 8  | 024:310 | −7    | 19     |
| 16.                                    | Deportes Iquique           | 17  | 3  | 4 | 10 | 014:250 | −11   | 13     |
| 17.                                    | CD San Marcos de Arica (N) | 17  | 2  | 6 | 9  | 019:340 | −15   | 12     |
| 18.                                    | CD Cobresal                | 17  | 3  | 2 | 12 | 022:370 | −15   | 11     |
| Quelle: www.rsssf.org, Stand: Endstand |                            |     |    |   |    |         |       |        |

| (M) | Vorjahresmeister | (N) | Aufsteiger |

## Beste Torschützen
| Rang | Spieler         | Klub                    | Tore |
| ---- | --------------- | ----------------------- | ---- |
| 1    | Sebastián Sáez  | Audax Italiano          | 14   |
|      | Javier Elizondo | Deportes Antofagasta    | 14   |
| 3    | Sebastián Pol   | CD Cobreloa             | 11   |
| 4    | Carlos Muñoz    | CSD Colo-Colo           | 9    |
| 5    | Isaac Díaz      | CF Universidad de Chile | 8    |
|      | Patricio Rubio  | Unión Española          | 8    |
|      | Ismael Sosa     | CD Universidad Católica | 8    |
| 8    | Pablo Calandria | CD O’Higgins            | 7    |
|      | Javier Grbec    | Deportivo Ñublense      | 7    |

## Abstiegstabelle
| Pl. | Verein                  | 2010 | 2011 | 2012 | 2013 | Punkte | Spiele | Durchschnitt |
| --- | ----------------------- | ---- | ---- | ---- | ---- | ------ | ------ | ------------ |
| 1   | CF Universidad de Chile | 64   | 74   | 73   | 30   | 241    | 119    | 2,025        |
| 2   | CD Universidad Católica | 74   | 66   | 53   | 35   | 231    | 119    | 1,941        |
| 3   | CSD Colo-Colo           | 71   | 54   | 59   | 21   | 205    | 119    | 1,723        |
| 4   | Unión Española          | 52   | 55   | 51   | 35   | 196    | 119    | 1,647        |
| 5   | Everton                 | -    | -    | -    | 27   | 27     | 17     | 1,588        |
| 6   | Audax Italiano          | 65   | 59   | 43   | 19   | 177    | 119    | 1,487        |
| 7   | CD O’Higgins            | 41   | 44   | 45   | 31   | 171    | 119    | 1,437        |
| 8   | Rangers de Talca        | -    | -    | 48   | 24   | 72     | 51     | 1,412        |
| 9   | Deportes Iquique        | -    | 41   | 65   | 13   | 119    | 85     | 1,4          |
| 10  | CD Cobreloa             | 39   | 49   | 43   | 34   | 165    | 119    | 1,387        |
| 11  | Unión La Calera         | -    | 49   | 39   | 26   | 114    | 85     | 1,341        |
| 12  | CD Palestino            | 42   | 49   | 48   | 20   | 159    | 119    | 1,336        |
| 13  | CD Huachipato           | 48   | 39   | 48   | 19   | 154    | 119    | 1,294        |
| 14  | CD Santiago Wanderers   | 45   | 39   | 39   | 23   | 146    | 119    | 1,227        |
| 15  | Deportivo Ñublense      | 40   | -    | -    | 20   | 60     | 51     | 1,176        |
| 16  | Deportes Antofagasta    | -    | -    | 37   | 19   | 56     | 51     | 1,098        |
| 17  | CD Cobresal             | 42   | 39   | 35   | 11   | 127    | 119    | 1,067        |
| 18  | CD San Marcos de Arica  | -    | -    | -    | 12   | 12     | 17     | 0,706        |

## Relegations-Playoffs
|                      | Gesamt |                 | Hinspiel | Rückspiel |
| -------------------- | ------ | --------------- | -------- | --------- |
| CDP Curicó Unido (2) | 0:3    | CD Cobresal (1) | 0:0      | 0:3       |

Damit bleiben beide Relegationsteilnehmer in ihren jeweiligen Ligen.